# Salvatore Zaffiro
Salvatore Zaffiro (Roma, 22 settembre 1969) è un allenatore di calcio a 5 ed ex giocatore di calcio a 5 italiano, campione europeo con la nazionale italiana nel 2003.

## Carriera

### Club
Ha giocato a calcio con la Lodigiani e la Vastese
Nel 2005 conquista lo scudetto U21 con la Brillante Roma. Nel dicembre 2013 subentra ad Alejandro Martín Fiore sulla panchina della Roma Torrino in Serie A2, non riuscendo tuttavia a evitare la retrocessione della compagine biancoverde. Nel 2015 allena la Virtus Aniene in C2, nel 2016 alla guida del Colleferro conquista la serie C1 e nel 2017 allena l'Atletico Le Palme in serie D. Nel 2019 è nominato direttore tecnico delle giovanili della Brillante Roma e allena il Real Atletico Roma.

### Nazionale
Utilizzato nel ruolo di giocatore di movimento con un totale di 87 presenze e 10 reti, come massimo riconoscimento in carriera ha la partecipazione con la nazionale italiana dapprima all'European Futsal Tournament 1996 in cui l'Italia giunge quarta, e successivamente al FIFA Futsal World Championship 1996 in Spagna dove la nazionale è giunta al secondo turno, eliminata nel girone comprendente Spagna, Russia e Belgio. Assente agli Europei del 1999, è tornato in nazionale a partire dall'UEFA Futsal Championship 2001 dove l'Italia perde la finale per il 3º posto a favore dei padroni di casa. Due anni dopo, a Caserta, è invece tra i quattordici che vincono il primo ed unico titolo continentale per l'Italia sinora, al FIFA Futsal World Championship 2004, ormai trentacinquenne, sfiora il sogno di laurearsi campione del mondo ma l'Italia si ferma in finale contro la Spagna. Nel 2022 è inserito nella Hall of Fame del futsal italiano

## Palmarès

### Giocatore

#### Club
- Campionato italiano: 1

Roma RCB: 2000-01

#### Nazionale
- Campionato d'Europa: 1

Italia: 2003